# Virtuální privátní server
Virtuální privátní server (VPS) je server běžící na virtualizovaném hardware provozovaný hostingovou službou. VPS běží na stejném fyzickém stroji jako virtuální server ostatních zákazníků a je v mnoha ohledech funkčně ekvivalentní se samostatnými fyzickými počítači. VPS jsou věnovány jednotlivé potřeby zákazníků – má soukromí samostatného fyzického stroje a může být nakonfigurován pro spouštění serverového software.

## Virtualizace
Koncept virtualizace serverů je speciální příklad ze stejných konceptů, které vedly k vývoji time-sharingu a multiprogramování. Obecně platí, že klienti mají tendenci požadovat počítačové zdroje „nárazově“ a tak rychle, jak je to možné, ale poté následuje dlouhá doba bez aktivity, ve které jen posuzují výsledky. Během těchto období nečinnosti může počítač své prostředky využít na servisní požadavky jiných klientů. Tento model umožňuje efektivnější využití počítačových prostředků tím, že snižuje čas, kdy je systém nečinný. Rovněž umožňuje uživatelům sdílet zdroje či ukládat soubory na pevném disku.
Virtualizace rozšiřuje tuto základní koncepci k počítači jako celku. V tradičním modelu operační systém sdílí přístup ke zdrojům, ale je to vždy pouze jeden stroj, který sdílí. Ve virtuálním modelu serveru poskytuje virtualizační software iluzi více než jednoho počítače, pevného disku, tiskárny atd. Ačkoliv jsou zdroje stále sdíleny, virtualizace poskytuje vyšší úroveň zabezpečení, jelikož jednotlivé virtuální servery jsou od sebe navzájem odděleny. Každý virtuální server může spouštět svůj vlastní plnohodnotný operační systém a může být nezávisle restartován. Toto je velmi cenným přínosem, jelikož to umožňuje provozovat zastaralé aplikace starších verzích operačního systému na stejném serveru jako novější aplikace.
Rozdělování samostatného serveru tak, že se jeví jako několik serverů je již dlouho běžnou praxí na mainframech a středních počítačích jako je IBM AS/400. To se stalo více převládající s rozvojem virtualizačního software a technologií pro mikropočítače.
Fyzický server obvykle spouští hypervizor, který má za úkol vytvářet, uvolňovat a spravovat zdroje hostitelského operačního systému nebo virtuální stroje. Tyto hostované operační systémy mají vyhrazenou část zdrojů fyzického serveru, obvykle takovým způsobem, kdy host nemá žádné vědomí o dalších fyzických zdrojích s výjimkou těch, které mu přidělí hypervizor.
Hostované systémy mohou být plně virtualizované, paravirtualizované nebo hybrid obou.
V plně virtualizovaném prostředí je host prezentován emulovanou nebo virtualizovanou sadou hardware a neví, že tento hardware není striktně fyzický. Hypervizor musí v tomto případě mapovat a překládat požadavky z hostovaného systému do příslušných zdrojů žádostí hostitele, což vede k významné režii. Téměř všechny systémy mohou být virtualizovány pomocí této metody, jelikož nevyžaduje žádné změny v operačním systému, nicméně je nutná podpora v procesoru počítače pro virtualizaci pro většinu hypervizorů, které provádějí plnou virtualizaci.
V paravirtualizovaném prostředí si je host vědom hypervizoru a rozhraní přímo s hostitelským systémem zdrojů. V tomto prostředí, hypervizor realizuje v reálném čase přístup k řízení a alokaci zdrojů. To má za následek téměř nativní výkon, jelikož host vidí stejný hardware jako hostitel a mohou tak s ním komunikovat nativně. Unixové systémy systémy jako je Linux, některé varianty BSD, Plan 9 a OpenSolaris jsou v současné době známy podporou této metody virtualizace. Nicméně, instalace operačních systémů jako paravirtualizovaných hostů vyžaduje více znalostí o operačních systémech.
Některé příklady hypervizorů umožňujících paravirtualizaci jsou Xen, Virtuozzo, Vserver a OpenVZ (což je opensource a vývojová verze Parallels Virtuozzo Containers).
Hybridní paravirtualizace (částečná paravirtualizace) je úplnou virtualizací, ale host používá paravirtualizační ovladače pro klíčové komponenty jako jsou síť a diskové I/O operace. To má za následek velmi zvýšený I/O výkon. Je to společné řešení pro operační systémy, které nemohou být upraveny (z různých důvodů) pro podporu paravirtualizace. Jelikož VPS provozuje vlastní kopii svého operačního systému, zákazníci mají práva superuživatele a mohou instalovat téměř jakýkoliv software, který běží na daném operačním systému. Určitý typ softwaru ve virtualizovaném prostředí nespustí tak dobře jako samotné virtualizéry; někteří poskytovatelé VPS stanovují další omezení, ale obecně jsou laxní s porovnání s těmi ve sdílených hostingových prostředí. Vzhledem k počtu virtualizačních klientů běžících na jednom stroji mají VPS obecně omezený čas procesoru, RAM a místo na disku.

## Hosting
Rostoucí počet společností nabízí virtuální privátní server hosting nebo virtuální dedikovaný server jako rozšíření pro webové hostingové služby. Existuje však několik problémů, které je potřeba zvážit při poskytování licencí na několika virtuálních prostředí. Hosting je bez jakékoliv údržby, zákazník je ponechán spravovat vlastní server. 
Neměřený hosting je většinou nabízen bez omezení na množství přenesených dat na pevné šířce pásma linky. Obvykle je neměřený hosting nabízen s 10 Mbit/s, 100 Mbit/s nebo 1000 Mbit/s (s některými dokonce i 10Gb/s). To znamená, že zákazník může použít 3.33~ TB na 10 Mbit/s, 33~ TB na 100 Mbit/s a 333~ TB na 1000 Mbit/s lince za měsíc (i když v praxi jsou tyto hodnoty významně nižší).

## Cloud servery
VPS která jsou dynamické (to znamená, že mohou být změněny za běhu) označujeme jako cloud server. Mezi klíčové atributy patří:
- Další hardwarové zdroje mohou být přidány za běhu (CPU, RAM)
- Server může být přesunut do jiného hardwaru, zatímco je spuštěn (v některých případech automaticky v závislosti na zátěži)

## Managed VPS
Managed VPS, česky spravované VPS, je typ služby, kterou má pod svou správou společnost u které si VPS objednáte. Nemusíte se tedy starat o nastavení VPS, vše by vám měla nastavit společnost. Naproti tomu VPS, které nejsou pod správou společnosti, si musíte nastavit a zprovoznit na své vlastní náklady. Proto bývá u VPS tak velký cenový rozdíl, při koupi VPS je potřeba dát si velký pozor, kterou službu kupujete. Pokud nejste zkušený administrátor serverů, může se vám tato chyba hrubě nevyplatit. Veškeré problémy si u nemanagované služby řešíte sami. 
Pro nezkušeného uživatele bývají náklady častokrát několikrát vyšší, než kdyby si od začátku zakoupil službu se správou. 